# 모델 에이전시
모델 에이전시(Model Agency)는 패션 산업에서 일하기 위한 패션 모델을 대표하는 기업이다.
모델이 될만한 인재를 발굴하고 관리를 한다. 패션 업계 고객이나 광고 업계 고객에게 모델들을 소개하는 역할을 하기도 한다. 

## 같이 보기
- 광고 대행사